# 200 mètres féminin aux championnats du monde d'athlétisme 2015
Navigation
Moscou 2013 Londres 2017
L'épreuve du 200 mètres féminin des championnats du monde de 2015 s'est déroulée les 26 au 28 août 2015 dans le Stade national, le stade olympique de Pékin, en Chine. Elle est remportée par la Néerlandaise Dafne Schippers.

## Médaillées
| Or              | Argent          | Bronze                  |
| Dafne Schippers | Elaine Thompson | Veronica Campbell-Brown |

## Résultats

### Finale
| Rang               | Athlète                 | Pays    | Temps   | Notes       |
| ------------------ | ----------------------- | ------- | ------- | ----------- |
| Médaille d'or      | Dafne Schippers         | 21 s 63 | 0 s 149 | WL, CR, =AR |
| Médaille d'argent  | Elaine Thompson         | 21 s 66 | 0 s 195 | PB          |
| Médaille de bronze | Veronica Campbell-Brown | 21 s 97 | 0 s 142 | SB          |
| 4                  | Candyce McGrone         | 22 s 01 | 0 s 158 | PB          |
| 5                  | Dina Asher-Smith        | 22 s 07 | 0 s 162 | NR          |
| 6                  | Jeneba Tarmoh           | 22 s 31 | 0 s 150 |             |
| 7                  | Ivet Lalova             | 22 s 41 | 0 s 157 |             |
| 8                  | Sherone Simpson         | 22 s 50 | 0 s 148 | SB          |

### Demi-finales
Qualification : 2 première de chaque série (Q) et les deux meilleurs temps (q) se qualifient pour la finale.
| Rang | Série | Athlète                 | Pays              | Temps | Notes |
| ---- | ----- | ----------------------- | ----------------- | ----- | ----- |
| 1    | 3     | Dina Asher-Smith        | Royaume-Uni       | 22.12 | Q, PB |
| 2    | 1     | Elaine Thompson         | Jamaïque          | 22.13 | Q     |
| 3    | 1     | Candyce McGrone         | États-Unis        | 22.26 | Q     |
| 4    | 3     | Jeneba Tarmoh           | États-Unis        | 22.30 | Q     |
| 5    | 1     | Ivet Lalova             | Bulgarie          | 22.32 | q, PB |
| 6    | 2     | Dafne Schippers         | Pays-Bas          | 22.36 | Q     |
| 7    | 3     | Veronica Campbell-Brown | Jamaïque          | 22.47 | q, SB |
| 8    | 2     | Sherone Simpson         | Jamaïque          | 22.53 | Q     |
| 9    | 2     | Marie-Josée Ta Lou      | Côte d'Ivoire     | 22.56 | PB    |
| 10   | 1     | Mujinga Kambundji       | Suisse            | 22.64 | NR    |
| 11   | 2     | Semoy Hackett           | Trinité-et-Tobago | 22.75 |       |
| 12   | 1     | Viktoriya Zyabkina      | Kazakhstan        | 22.77 | NR    |
| 13   | 1     | Bianca Williams         | Royaume-Uni       | 22.87 |       |
| 13   | 2     | Jenna Prandini          | États-Unis        | 22.87 |       |
| 13   | 3     | Rosângela Santos        | Brésil            | 22.87 |       |
| 16   | 3     | Gloria Hooper           | Italie            | 22.92 | PB    |
| 17   | 2     | Khamica Bingham         | Canada            | 23.02 |       |
| 18   | 1     | Reyare Thomas           | Trinité-et-Tobago | 23.03 |       |
| 19   | 1     | Maja Mihalinec          | Slovénie          | 23.04 | PB    |
| 19   | 3     | Justine Palframan       | Afrique du Sud    | 23.04 |       |
| 21   | 2     | Anna Kiełbasińska       | Pologne           | 23.07 |       |
| 21   | 3     | Kimberly Hyacinthe      | Canada            | 23.07 |       |
| 23   | 3     | Maria Belibasaki        | Grèce             | 23.28 |       |
| 24   | 2     | Margaret Adeoye         | Royaume-Uni       | 23.34 |       |

### Séries
Qualification : 3 premières de chaque séries (Q) et les 3 meilleurs temps (q) se qualifient pour les demi-finales
| Rang | Série | Nom                     | Nationalité                     | Temps | Notes |
| ---- | ----- | ----------------------- | ------------------------------- | ----- | ----- |
| 1    | 7     | Dina Asher-Smith        | Royaume-Uni                     | 22.22 | Q, PB |
| 2    | 1     | Candyce McGrone         | États-Unis                      | 22.45 | Q     |
| 3    | 7     | Sherone Simpson         | Jamaïque                        | 22.52 | Q, SB |
| 4    | 7     | Ivet Lalova             | Bulgarie                        | 22.54 | Q, SB |
| 5    | 6     | Dafne Schippers         | Pays-Bas                        | 22.58 | Q     |
| 6    | 2     | Marie-Josée Ta Lou      | Côte d'Ivoire                   | 22.73 | Q, PB |
| 7    | 4     | Elaine Thompson         | Jamaïque                        | 22.78 | Q     |
| 8    | 3     | Jeneba Tarmoh           | États-Unis                      | 22.79 | Q     |
| 8    | 5     | Veronica Campbell-Brown | Jamaïque                        | 22.79 | Q     |
| 10   | 4     | Bianca Williams         | Royaume-Uni                     | 22.85 | Q, SB |
| 11   | 5     | Semoy Hackett           | Trinité-et-Tobago               | 22.89 | Q     |
| 12   | 4     | Khamica Bingham         | Canada                          | 22.90 | Q     |
| 13   | 1     | Mujinga Kambundji       | Suisse                          | 22.92 | Q     |
| 13   | 1     | Viktoriya Zyabkina      | Kazakhstan                      | 22.92 | Q     |
| 15   | 2     | Jenna Prandini          | États-Unis                      | 22.95 | Q     |
| 15   | 7     | Anna Kiełbasińska       | Pologne                         | 22.95 | q     |
| 17   | 3     | Gloria Hooper           | Italie                          | 22.99 | Q, SB |
| 18   | 6     | Rosângela Santos        | Brésil                          | 23.01 | Q     |
| 19   | 3     | Kimberly Hyacinthe      | Canada                          | 23.03 | Q     |
| 20   | 4     | Maja Mihalinec          | Slovénie                        | 23.05 | q, PB |
| 21   | 2     | Justine Palframan       | Afrique du Sud                  | 23.09 | Q     |
| 22   | 6     | Reyare Thomas           | Trinité-et-Tobago               | 23.09 | Q     |
| 23   | 5     | Margaret Adeoye         | Royaume-Uni                     | 23.10 | Q     |
| 24   | 3     | Maria Belibasaki        | Grèce                           | 23.15 | q     |
| 25   | 4     | Nercely Soto            | Venezuela                       | 23.16 |       |
| 26   | 2     | Sabina Veit             | Slovénie                        | 23.18 |       |
| 27   | 6     | Hrystyna Stuy           | Ukraine                         | 23.21 |       |
| 28   | 5     | Crystal Emmanuel        | Canada                          | 23.22 |       |
| 28   | 3     | Isidora Jiménez         | Chili                           | 23.22 |       |
| 30   | 2     | Nataliya Strohova       | Ukraine                         | 23.25 |       |
| 30   | 2     | Kamaria Durant          | Trinité-et-Tobago               | 23.25 |       |
| 32   | 7     | Olga Safronova          | Kazakhstan                      | 23.28 | SB    |
| 32   | 3     | Kelly Proper            | Irlande                         | 23.28 |       |
| 34   | 1     | Ramona Papaioannou      | Chypre                          | 23.30 |       |
| 34   | 5     | Chisato Fukushima       | Japon                           | 23.30 |       |
| 34   | 2     | Kineke Alexander        | Saint-Vincent-et-les-Grenadines | 23.30 |       |
| 37   | 7     | Vitória Cristina Rosa   | Brésil                          | 23.32 |       |
| 38   | 1     | Ella Nelson             | Australie                       | 23.33 |       |
| 39   | 1     | Celiangeli Morales      | Porto Rico                      | 23.34 |       |
| 40   | 7     | Ariallis Gandulla       | Cuba                            | 23.35 |       |
| 41   | 6     | Ekaterina Smirnova      | Russie                          | 23.39 |       |
| 42   | 6     | Sheniqua Ferguson       | Bahamas                         | 23.44 |       |
| 43   | 5     | Cynthia Bolingo         | Belgique                        | 23.45 |       |
| 44   | 1     | Anna Kukushkina         | Russie                          | 23.47 |       |
| 45   | 5     | Liang Xiaojing          | Chine                           | 23.57 | PB    |
| 46   | 6     | Olga Lenskiy            | Israël                          | 23.63 |       |
| 47   | 4     | LaVerne Jones-Ferrette  | Îles Vierges des États-Unis     | 23.83 |       |
| 48   | 5     | Shanti Pereira          | Singapour                       | 24.22 |       |
| 49   | 7     | Kristina Pronzhenko     | Tadjikistan                     | 25.77 |       |
|      | 3     | Blessing Okagbare       | Nigeria                         | DNS   |       |
|      | 4     | Nataliya Pohrebnyak     | Ukraine                         | DNS   |       |

## Légende
Records et Performances
- AR : Record continental (area record)
- CR : Record des championnats (championship record)
- MR : Record du meeting (meet record)
- NR : Record national (national record)
- OR : Record olympique (olympic record)
- PR : Record paralympique (paralympic record)
- PB : Record personnel (personal best)
- SB : Meilleure performance personnelle de la saison (season's best)
- WL : Meilleure performance mondiale de l'année (world leader)
- WJR : Record du monde junior (world junior record)
- WR : Record du monde (world record)

Circonstances et Conditions
- DNF : N'a pas terminé (did not finish)
- DNS : N'a pas pris le départ (did not start)
- DQ : Disqualification (disqualification)
- NM : Aucun essai valable enregistré (No Mark)
- Q : Qualifié « directement » au prochain tour (ou à la prochaine compétition), lors d'une compétition majeure, grâce au classement ou à la réalisation des minima (automatic qualifier)
- q : Qualifié au prochain tour (ou à la prochaine compétition), lors d'une compétition majeure, grâce au repêchage ou à la réalisation de l'une des meilleures performances parmi celles des « non qualifiés directement » (grâce au meilleur temps ou à la meilleure distance par exemple) (secondary qualifier)